# Ommatius hispaniolae
Ommatius hispaniolae là một loài ruồi trong họ Asilidae. Ommatius hispaniolae được Scarbrough miêu tả năm 1984. Loài này phân bố ở vùng Tân nhiệt đới.